# As (langue)
Pour les articles homonymes, voir As.
L’as est une langue malayo-polynésienne d'Indonésie. Ses locuteurs étaient au nombre de 230 en 2000. Ils habitent sur la côte nord de la péninsule de Doberai en Nouvelle-Guinée occidentale.
L'as appartient à un sous-groupe dit « raja ampat » dans le groupe « Nouvelle-Guinée occidentale » des langues Halmahera du Sud-Nouvelle Guinée occidentale.